# Christopher Addison
Christopher Addison (ur. 19 czerwca 1869 w Hogsthorpe w hrabstwie Lincolnshire, zm. 11 grudnia 1951) – brytyjski lekarz i polityk, początkowo członek Partii Liberalnej, następnie Partii Pracy, minister w rządach Davida Lloyda George’a, Ramsaya MacDonalda i Clementa Attleego.

## Życiorys

### Kariera lekarska
Wykształcenie odebrał w Trinity College w Harrogate, do której to szkoły uczęszczał od 13 roku życia. Następnie studiował medycynę na Sheffield School of Medicine oraz w St Bartholomew's Hospital w Londynie. W 1892 r. ukończył studia na Uniwersytecie Londyńskim jako bakałarz medycyny. W 1893 r. uzyskał tytuł doktora, a w 1895 r. został członkiem Królewskiego Kolegium Chirurgów. Prowadził prywatną praktykę, a równocześnie wykładał w Sheffield School of Medicine. W 1896 r. został profesorem anatomii na nowo utworzonym University College w Sheffield. W latach 1898–1901 był redaktorem Quarterly Medical Journal. W 1901 r. Addison powrócił do Londynu i zaczął wykładać w Charing Cross Hispital. W 1902 r. poślubił Isobel Gray i miał z nią trzech synów i dwie córki.

### Kariera polityczna

#### Początki
W 1907 r. został wybrany kandydatem Partii Liberalnej w okręgu Hoxton. Addison wygrał wybory w 1910 r. i zasiadł w Izbie Gmin. W 1911 r. Addison nawoływał do poparcia dla National Insurance Bill w Izbie Gmin i Brytyjskim Stowarzyszeniu Medycznym. W sierpniu 1914 r. otrzymał stanowisko parlamentarnego sekretarza przy Radzie Edukacji. W maju 1915 r. został parlamentarnym sekretarzem w ministerstwie ds. amunicji. W lipcu 1916 r. został członkiem Tajnej Rady i ministrem uzbrojenia. Pod koniec roku poparł Davida Lloyda George przeciwko premierowi Asquithowi. Lloyd George został premierem, a Addison pozostał na dotychczasowym stanowisku do 1917 r., kiedy to został ministrem odbudowy, odpowiedzialnym za odbudowę kraju po zakończeniu wojny. W 1918 r. zlikwidowano jego okręg wyborczy i Addison przeniósł się do okręgu Shoreditch.
Po rekonstrukcji gabinetu Lloyda George’a na początku 1919 r. Addison został przewodniczącym Rady Samorządu Lokalnego. Rada wkrótce przekształcona została w ministerstwo zdrowia, ale Addison pozostał na jego czele. Na tym stanowisko przeprowadził Housing and Town Planning Act, który zakładał budowę osiedli na robotników. Minister rozszerzył również zakres ubezpieczenia społecznego. W kwietniu 1921 r. Addison przestał być ministrem zdrowia. Objął stanowisko ministra bez teki, na którym pozostał do upadku rządu w 1922 r.

#### W Partii Pracy
Utracił miejsce w Izbie Gmin po wyborach 1922 r. W tym czasie opuścił Partię Liberalną i podczas kampanii wyborczej 1923 r. nawoływał do głosowania na Partię Pracy. W 1924 r. był laburzystowskim kandydatem w okręgu South Hammersmith, ale nie uzyskał mandatu. Do Izby Gmin powrócił w 1929 r., wygrywając wybory w okręgu Swindon. Po powrocie Partii Pracy do władzy w tym samym roku Addison został parlamentarnym sekretarzem w ministerstwie rolnictwa i rybołówstwa. W 1930 r. stanął na czele tego resortu.
Kiedy w obliczu kryzysu ekonomicznego kanclerz skarbu Philip Snowden zaproponował cięcia w wydatkach publicznych, Addison głosował przeciw. Sprzeciwiał się również koalicji Partii Pracy z konserwatystami i liberałami, a po zawarciu tej koalicji przeszedł do opozycji. W 1931 r. ponownie przegrał wybory i znalazł się poza parlamentem. W 1934 r. wygrał wybory uzupełniające w okręgu Swindon, ale ponownie utracił mandat w 1935 r. Podczas wojny domowej w Hiszpanii pomagał w organizacji pomocy medycznej dla tego kraju.
W 1937 r. Addison zasiadł w Izbie Lordów z tytułem 1. barona Addison of Stallingborough. W tym samym roku ponownie się ożenił. Podczas II wojny światowej był przewodniczącym Buckinghamshire War Agricultural Committee, który koordynował produkcję i zaopatrzenie w żywność w tym hrabstwie. W 1940 r. został liderem Partii Pracy w Izbie Lordów. W 1945 r. otrzymał tytuł 1. wicehrabiego Addison. W tym samym roku Partia Pracy wygrała wybory i Addison został przewodniczącym Izby Lordów i ministrem ds. dominiów. W 1946 r. jako pierwszy laburzystowski polityk otrzymał Order Podwiązki. W 1947 r. został pierwszym ministrem ds. Wspólnoty Narodów, a następnie Lordem Tajnej Pieczęci i był nim do 1951 r. Dodatkowo, w latach 1948–1949, był Paymaster-General. W 1951 r. został Lordem Przewodniczącym Rady.

### Śmierć
Pozostał na tych stanowiskach do wyborczej porażki Partii Pracy w październiku 1951 r. Zmarł dwa miesiące później. Tytuł wicehrabiego odziedziczył jego najstarszy syn, Christopher.